# Gouvernement Frère-Orban II
Pour les articles homonymes, voir gouvernement Orban.
Ne doit pas être confondu avec gouvernement Orban II.
 (février 2025).
Si vous disposez d'ouvrages ou d'articles de référence ou si vous connaissez des sites web de qualité traitant du thème abordé ici, merci de compléter l'article en donnant les références utiles à sa vérifiabilité et en les liant à la section « Notes et références ».
Royaume de Belgique
Malou I Malou II
Le gouvernement Frère-Orban II est un gouvernement libéral qui gouverna la Belgique du 18 juin 1878 jusqu'au 10 juin 1884. Le chef du gouvernement, Walthère Frère-Orban était également Ministre des affaires étrangères. Pendant ce gouvernement commence la première guerre scolaire.

## Composition
| Ministère                          | Nom                      | Parti               |
| ---------------------------------- | ------------------------ | ------------------- |
| Ministre des Affaires étrangères   | Walthère Frère-Orban     | Libéral             |
| Ministre de l'Intérieur            | Gustave Rolin-Jaequemyns | Libéral             |
| Ministre de la Justice             | Jules Bara               | Libéral             |
| Ministre des Finances              | Charles Graux            | Libéral             |
| Ministre des Travaux publics       | Charles Sainctelette     | Libéral             |
| Ministre de l'Instruction publique | Pierre Van Humbeeck      | Libéral             |
| Ministre de la Guerre              | Bruno Renard             | Extra-parlementaire |
|                                    | Jean-Baptiste Liagre     | Extra-parlementaire |
|                                    | Guillaume Gratry         | Extra-parlementaire |